# Cody White
Cody White (Novi, 28 novembre 1998) è un giocatore di football americano statunitense che milita nel ruolo di wide receiver per i Seattle Seahawks della National Football League (NFL).

## Carriera

### Kansas City Chiefs
White firmò con i Kansas City Chiefs il 25 aprile 2020, dopo non essere stato scelto nel Draft. Fu svincolato il 29 luglio 2020.

### New York Giants
White firmò con I New York Giants l’11 agosto 2020. Fu svincolato sei giorni dopo.

### Denver Broncos
White firmò con i Denver Broncos il 23 agosto 2020. Fu svincolato il 5 settembre 2020.

### Pittsburgh Steelers
White firmò con la squadra di allenamento dei Pittsburgh Steelers' il 24 settembre 2020. Rimase nella squadra di allenamento per tutta la stagione e firmò un nuovo contratto come riserva il 14 gennaio 2021. Fu svincolato alla fine del training camp il 31 agosto ma rifirmò con la squadra di allenamento. Fu promosso nel roster attivo il 26 settembre 2021, debuttando nella gara della settimana 3 contro i Cincinnati Bengals in cui ricevette 2 passaggi per 17 yard nella sconfitta per 24–10. White firmò con il roster attivo il 9 ottobre 2021.
Il 30 agosto 2022 White fu svincolato e rifirmò con la squadra di allenamento il giorno successivo. Il 10 gennaio 2023 firmò un nuovo contratto come riserva. Fu svincolato il 25 agosto 2023

### Seattle Seahawks
Il 18 ottobre 2023 White firmò con la squadra di allenamento dei Seattle Seahawks. Fu svincolato il 24 ottobre ma rifirmò il 26 novembre. L’8 gennaio 2024 firmò un nuovo contratto come riserva.